# アイシテイルと描いてみた
『アイシテイルと描いてみた』は、1992年8月27日にNTV系列「ドラマシティー'92」で放送されたテレビドラマ。

## 概要
読売テレビ開局記念番組として製作された。幼稚園経営の父が急逝したことから短大を中退し、商社「二階堂物産」に入社した主人公の和代（中山美穂）が、聴覚障害の由香（長谷川真弓）と出会い、閉じこもりがちな性格から前向きな性格に変わっていく姿を描く。和代と由香の会話は手話にて交流される。
本作と同じく日本テレビ系列の手話ドラマ『星の金貨』よりも3年前に作られた作品。
前年に「水曜グランドロマン」枠で放送された『いつか、サレジオ教会で』に続き、中山美穂が主演を務めた。なお、このドラマの後、同局での中山のドラマ出演はない。

## 出演
- 谷川和代（経理課→総務課）：中山美穂

- 相沢由香（総務課）：長谷川真弓
- 吉川伴子（総務課）：藤田朋子
- 山口とういちろう（総務課）：乃木涼介

- 同僚社員（総務課）：武野功雄
- 同僚社員（総務課）：山口粧太
- 他部署社員（経理課）：仁科ふき
- 他部署社員（経理課）：野村ちこ
- 他部署社員（経理課）：宮本佳香

- 清水まゆみ

- 総務部経理課課長：柴俊夫
- 手島予吏子（総務課)：中村あずさ
- 総務部総務課課長・高杉：小野武彦

- ヨシオ（和代の恋人→破局）：布川敏和

- 芸プロ
- スタンドアップ
- 丹波道場
- 劇団ひまわり
- 三浦海岸のみなさん
- バーニングタレント養成所

## スタッフ
- 企画：上野隆（よみうりテレビ）・石野憲助
- 脚本：石井信之
- 監督：中野昌宏
- 音楽：野口健一（ガルボ）・光田健一
- プロデューサー：小椋正樹・荻原 達
- 技術：島本健司
- 撮影　高田治
- 照明：木川豊
- 音声：深谷高史
- 映像：谷古宇利勝
- 美術プロデューサー：上村正三
- デザイン：宮崎もりひろ
- 美術進行：橋本昌和
- 装飾：日塔章
- 持道具：那須悟
- 衣裳：能沢宏明
- スタイリスト：十川ヒロコ
- メイク：上野晴美・岩井マミ
- 大道具：種市匡
- 視覚効果：高橋信一
- 手話指導：米内山明宏
- 手話通訳：佐久間亜紀
- 音響効果：塚田益章・小西善行
- 編集：定野正行（アンサーズ）
- ファイティングコーディネーター：佐々木修平（F.C.プラン）
- スタント：高橋レーシング
- 車輌：日倫興業
- スチール：村上晃司（テシコ）
- 協力：日本ろう者劇団、meldac、渋谷ビデオスタジオ、OFFICE VIEW
- 制作協力：ニューテレス
- 美術協力：フジアール
- エンディングテーマ曲：「Time Goes By 時の流れを信じたい」鈴木聖美（東芝EMI）
- アシスタントプロデューサー：関根雅史
- 記録：谷村久美子
- 制作主任：松岡利光
- 助監督：戸田直秀
- 制作：よみうりテレビ、ニューウェーヴ

| スタブアイコン | サブスタブ | この項目は、まだ閲覧者の調べものの参照としては役立たない、テレビ番組に関連した書きかけの項目です。この項目を加筆・訂正などしてくださる協力者を求めています（P:テレビ/PJ:放送または配信の番組）。 |